# Melitaea kaschtschenkoi
Melitaea kaschtschenkoi är en fjärilsart som beskrevs av Hugo Theodor Christoph 1889. Melitaea kaschtschenkoi ingår i släktet Melitaea och familjen praktfjärilar. Inga underarter finns listade i Catalogue of Life.